# Sandro Silva
Sandro Silva, pseudonimo di Shandro Jahangier (Zoetermeer, 19 febbraio 1992), è un disc jockey e produttore discografico olandese.

## Carriera
Attivo nella scena musicale dal 2009, diventa noto grazie ad Epic, in collaborazione con il connazionale dj Quintino, singolo del 2011 in grado di raggiungere la prima posizione nella classifica olandese. Nel 2015 il singolo Aftermath, realizzato anch’esso con Quintino, arriva invece al secondo posto della classifica belga. Nel corso della sua carriera collabora con numerosi artisti gia di fama mondiale come W&W, Thomas Newson, Dimitri Vegas & Like Mike e Steve Aoki (con lo pseudonimo di 3 Are Legends), D.O.D, Futuristic Polar Bears e GTA, ed altri emergenti, come SaberZ, Dimaro, Badd Dimes, Zafrir, Reggio, Arston e Dirtcaps.

## Discografia

### EP
- 2017: Ambition

### Singoli
- 2010: Yearbook
- 2010: Prom Night
- 2011: Resurrection
- 2011: Get Lower (feat. Bizzey)
- 2011: Epic (con Quintino)
- 2012: Mach 5
- 2012: Gladiator (con Oliver Twizt)
- 2012: Core
- 2013: Libra
- 2013: Let Go Tonight (con Jack Miz)
- 2013: Puna
- 2013: Payback
- 2014: Miraj (con Junkie Kid)
- 2014: Throne
- 2014: Chasing Dream (con D.O.D)
- 2014: Symphony (con Arston)
- 2014: 200K
- 2014: P.L.U.R.
- 2015: Firestarter
- 2015: Aftermath (con Quintino)
- 2015: Someone Like U (con Dirtcaps feat. Cathy Dannis)
- 2015: Vandals (con Thomas Newson)
- 2015: BYOS (Bring Your Own Speakers) (con Futuristic Polar Bears)
- 2015: Hell Of A Night (con GTA)
- 2015: HooYa (con Shaan)
- 2016: Takeover (con Arston)
- 2016: Spartan
- 2016: Breaking Walls (feat. Rochelle)
- 2016: Stay Inside (feat. Kepler)
- 2017: That Girl (con Badd Dimes feat. F1rstman)
- 2017: Second Life (con Richy George)
- 2018: Running Back
- 2018: Show Me (con Anjulie)
- 2019: Story Of A Violin (con Broz Rodriguez & Calixto)
- 2019: Harder (con Dimaro)
- 2019: Omerta (con SaberZ)
- 2019: Activate (con Max Adrian e Meikle)
- 2019: Genesis (con Max Adrian e Riot)
- 2019: Baile (con Michael Prado)
- 2020: Raise Your Flag
- 2020: Wizard Of The Beats (con W&W e Zafrir)
- 2020: Raveolution (con Graham Bell)
- 2020: X (con Reggio)
- 2020: Lost In <3
- 2020: Raver Dome (con 3 Are Legends e Justin Prime)
- 2020: Russian Roulette (con SaberZ)
- 2020: The Night King (con Kevu)
- 2020: Champion Sound (con Kevu)
- 2020: Ibiza 7am
- 2020: Bollywood (con Willy William)

### Remix
- 2010: Yolanda Be Cool & DCUP – We No Speak Americano
- 2011: Yasmeen & Damisn – Rise
- 2011: Angger Dimas & Christian Luke – Chiquila
- 2011: Steve Aoki & Laidback Luke feat. Lil Jon – Turbolence
- 2012: David Guetta & Sia – She Wolf (Falling to Pieces)
- 2012: Rita Ora – How We Do (Party)
- 2012: Sandro Silva & Oliver Twizt – Gladiator (Sandro Silva Remix)
- 2012: Drop The Lime – Darkness
- 2013: Dirtyrockers – Shockwave
- 2013: D.O.D – Break
- 2013: DJ Pauly D feat. Jay Sean – Back To Love
- 2014: Gia, X-Vertigo – Bombs
- 2016: Vigel – Bounce To The Rhythm (Sandro Silva Edit)